# Einvernehmliche Scheidung
Von einer einvernehmlichen Scheidung ist häufig die Rede, wenn die Auflösung einer Ehe durch richterliche Entscheidung (§ 1564 BGB) ansteht, allerdings mit der Besonderheit, dass beide Ehegatten sich bezüglich der Ehescheidung als auch bezüglich der Scheidungsfolgen einig sind und vor Gericht dem Antrag auf Ehescheidung zugestimmt wird.
Eine einvernehmliche Scheidung bedarf vor dem Scheidungsantrag einiger Voraussetzungen:
Es muss Einigkeit bestehen, dass die Ehe geschieden werden soll, das Trennungsjahr sollte eingehalten sein und wenn für die Ehe der gesetzliche Güterstand gilt, muss Einigkeit über den Zugewinnausgleich bestehen und es müssen gewisse weiteren Scheidungsfolgen (beispielsweise Trennungs- und Nachehelicher Unterhalt oder das Sorge- und Umgangsrecht für gemeinsame Kinder) geklärt sein. Besteht über die  Scheidung selbst Einigkeit, über sämtliche Folgesachen hingegen nicht, so können diese auch noch im laufenden Scheidungsverfahren abgetrennt und separat geklärt werden.
Die Klärung dieser Aspekte muss nicht schriftlich festgehalten werden, und für eine einvernehmliche Scheidung ist es auch nicht erforderlich, dass eine schriftliche Scheidungsfolgenvereinbarung geschlossen wurde oder geschlossen werden soll.
Im Hinblick auf die anwaltliche Vertretung beim Scheidungsverfahren vor Gericht bestehen auch einige Besonderheiten:
Grundsätzlich besteht vor dem Familiengericht in Ehesachen und Familienstreitsachen Anwaltszwang (§ 114 Abs. 1 FamFG).
Allerdings besteht von dem grundsätzlichen Anwaltszwang eine Ausnahme: Für die Zustimmung zur Scheidung, also bei einvernehmlichen Scheidungen besteht für den Antragsgegner keine Anwaltspflicht gemäß § 114 Abs. 4 Nr. 3 FamFG.
Bei der einvernehmlichen Scheidung ist es also nicht erforderlich, dass beide Ehegatten anwaltlich vertreten werden. Es reicht aus, wenn eine Partei einen Rechtsanwalt beauftragt, der den Scheidungsantrag stellt und der andere Ehegatte diesem lediglich zustimmt (Vgl. § 114 Abs. 4 Nr. 3 FamFG). Bei einer einvernehmlichen Scheidung genügt also nur ein Rechtsanwalt. Als Folge kommt es zu einer großen Kostenersparnis, denn die Kosten für den zweiten Rechtsanwalt entfallen so komplett.
Die Vorteile einer einvernehmlichen Scheidung für die Ehegatten sind Kostenersparnisse und regelmäßig Zeitersparnis in Bezug auf das Scheidungsverfahren.

## Ablauf
In den Grundzügen verläuft eine einvernehmliche Scheidung wie eine streitige Scheidung, oftmals aber schneller, einfacher und günstiger. Für eine einvernehmliche Scheidung sollte das Trennungsjahr bereits vollzogen und die Ehe endgültig gescheitert sein. Außerdem sollten die Folgen der Scheidung einvernehmlich geklärt werden. Es geht um eine faire Lösung, statt darum, einen möglichst durchsetzungsstarken Anwalt zu finden.
In der Vereinbarung werden die rechtlichen Folgen der Scheidung geregelt. Das Ehepaar einigt sich über den Versorgungsausgleich. Dabei geht es um die Aufteilung der Rentenanwartschaften aus der Zeit der Ehe. Gleiches gilt für den Zugewinnausgleich. Ansonsten wird der Vermögenszuwachs, den das Ehepaar während der Ehe erwirtschaftet hat, hälftig aufgeteilt. Das Ehepaar muss auch Hausrat und Ehewohnung untereinander aufteilen. Bei gemeinsamen Kindern sind Kindesunterhalt sowie Sorge- und Umgangsrecht zu klären. Außerdem kann Anspruch auf nachehelichen Unterhalt bestehen, wenn einer von beiden bedürftig ist und der andere wiederum leistungsfähig.
Das Scheidungsverfahren beginnt mit Einreichen des Scheidungsantrags durch den Anwalt. Nach Zahlung des Gerichtskostenvorschusses stellt das Gericht den Antrag an den anderen Ehepartner zu. Danach versendet das Gericht Formulare für den Versorgungsausgleich an das Ehepaar und den Rentenversicherungsträger. Liegen alle Informationen vor, bestimmt das Gericht den Scheidungstermin. Zu diesem Termin müssen Ehepaar und Anwalt des Antragstellers in der Regel persönlich erscheinen. Ansonsten nimmt niemand teil, denn die Öffentlichkeit  ist von diesem Termin ausgeschlossen. Das Gericht überprüft die Voraussetzungen der Scheidung. Der Termin hat eine Dauer von 10–15 Minuten. Am Ende steht der Scheidungsbeschluss. Spätestens nach Zustellung dieses Beschlusses an beide Seiten ist die Scheidung rechtskräftig.